# Илхан Шен
Илхан Шен (на турски: İlhan Şen) е турски актьор роден в България. Най-значимата му роля е на Озан Корфалъ в най-успешният турски летен сериал през 2021 г. „Любов, логика, отмъщение“.

## Живот и кариера
Илхан Шен е роден на 19 декември 1987 г. в Шумен, България. През 1989 г. се премества в Турция.
Става финалист в състезанието за най-добър модел на Турция през 2008 г. и участва отново на следващата година и спечели състезанието. През същата година е избран за най-добър модел на Европа. Завършва гимназия в Пертевниял, а след това Технически университет Йълдъз, катедра Строително инженерство. Той се появява в модните ревюта на различни марки в Италия, особено Dolce & Gabbana и Armani. Прави първата си стъпка в актьорството с късометражния филм „Перспектива“. Актьорът, който участва в много продукции, увеличи признанието си с телевизионния сериал Aşk Mantık İntikam – „Любов, логика, отмъщение“. И накрая, той играе героя на Атеш Гюлсой в телевизионния сериал Safir.

## Филмография
| Година      | Заглавие                      | Роля         |
| ----------- | ----------------------------- | ------------ |
| 2018        | Мехмед: Завоевателят на света | Принц Аладин |
| 2018        | Şahin Tepesi                  | Мете         |
| 2019        | Eşkıya Dünyaya Hükümdar Olmaz | Ферман       |
| 2020        | Рамо                          | Неджо        |
| 2021 – 2022 | Любов, логика, отмъщение      | Озан Корфалъ |
| 2022        | Sevmek Zamanı                 | Каан         |
| 2023 – 2024 | Сапфир                        | Атеш         |